# 287 aC
El 287 aC va ser un any del calendari romà prejulià. A la República i a l'Imperi Romà es coneixia com l'Any del Consolat de Marcel i Rútil (o també any 467 ab urbe condita). La denominació «287 aC» per a aquest any s'ha emprat des de l'edat mitjana, quan el calendari Anno Domini va ser el mètode prevalent a Europa per a anomenar els anys.

## Esdeveniments

### Antiga Grècia
- Setge d'Atenes per part de Demetri Poliorceta.[2]
- S'havia format una coalició contra Demetri Poliorceta, amb Seleuc I Nicàtor, Ptolemeu I Sòter i Lisímac de Tràcia, que decideixen atacar a Europa abans que Demetri passés a l'Àsia;[3] Pirros, rei de l'Epir trenca l'acord de pau amb Demetri i s'uneix a la coalició, i a la primavera d'aquest any (o potser a finals del 288 aC) Lisímac envaeix Macedònia pel nord-est i Pirros ho fa pel sud-oest. Demetri avança contra Lisímac però hi va haver nombroses defeccions a les seves tropes i ha de recular per trobar-se amb Pirros que avança fins a Berea. Quan Demetri el vol atacar les seves tropes deserten i es posen al servei de Pirros.[4]
- Estrató de Làmpsac es fa càrrec de la direcció del Liceu després de la mort de Teofrast.[5]

### Antiga Roma
- Aquest any són elegits cònsols Marc Claudi Marcel i Gai Nauci Rútil, segons consta als Fasti.[6][a]
- Quint Hortensi, nomenat dictador, promulga la lex Hortènsia, que estableix que el senat romà ha d'obeir i acceptar tot allò que el poble hagués votat als comicis tribunats o als plebiscits. Aquesta llei marca el final del Conflicte dels Ordres, la lluita social i política entre els patricis i els plebeus (Secessio plebis) que venia des dels inicis de la República (494 aC).[7][8]
- Eutropi esmenta els saxons per primer cop.[9]

## Naixements
- Arquimedes, científic grec, nascut a Siracusa (mort el 212 aC)[10]